# Ellipsomyxa syngnathi
Ellipsomyxa syngnathi is een microscopische parasiet uit de familie Ceratomyxidae. Ellipsomyxa syngnathi werd in 2003 beschreven door Køie & Karlsbakk. 